# Swanland

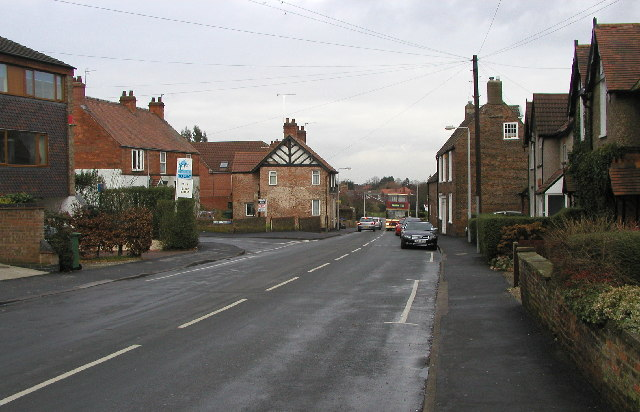
Swanland

Swanland ist ein Dorf und Civil parish in der East Riding of Yorkshire, England. Das Dorf befindet sich ca. 11 km westlich von Kingston upon Hull und 3,2 km nördlich des Humber.
Bei der Volkszählung im Jahr 2011 hatte Swanland 3.688 Einwohner.